# Злочев (гміна)
Гміна Злочев (пол. Gmina Złoczew) — місько-сільська гміна у центральній Польщі. Належить до Серадзького повіту Лодзинського воєводства.
Станом на 31 грудня 2011 у гміні проживало 7374 особи.

## Площа
Згідно з даними за 2007 рік площа гміни становила 118.02 км², у тому числі:
- орні землі: 68.00%
- ліси: 23.00%

Таким чином, площа гміни становить 7.92% площі повіту.

## Населення
Станом на 31 грудня 2011:
| Опис     | Загалом | Загалом | Чоловіки | Чоловіки | Жінки | Жінки |
| -------- | ------- | ------- | -------- | -------- | ----- | ----- |
| одиниця  | осіб    | %       | осіб     | %        | осіб  | %     |
| все      | 7374    | 100     | 3628     | 49.20    | 3746  | 50.80 |
| міське   | 3429    | 100     | 1632     | 47.59    | 1797  | 52.41 |
| сільське | 3945    | 100     | 1996     | 50.60    | 1949  | 49.40 |

## Сусідні гміни
Гміна Злочев межує з такими гмінами: Бжезньо, Броншевіце, Буженін, Кльонова, Конопниця, Лютутув, Острувек.